# Ekvatorialguinea i olympiska spelen
Ekvatorialguinea deltog första gången vid olympiska sommarspelen 1984 i Los Angeles och har sedan dess varit med vid varje olympiskt sommarspel. De har aldrig deltagit vid de olympiska vinterspelen. De har aldrig vunnit någon medalj.
En av Ekvatorialguineas mest kända olympiska deltagare var simmaren Eric Moussambani som deltog vid spelen 2000 i Sydney där han uppmärksammades som en av spelens sämsta deltagare.

## Medaljer
| Guld | Silver | Brons | Totalt antal medaljer |
| ---- | ------ | ----- | --------------------- |
| 0    | 0      | 0     | 0                     |

### Medaljer efter sommarspel
| Spel                | Idrottare        | Guld | Silver | Brons | Totalt | Placering |
| Los Angeles 1984    | 4                | 0    | 0      | 0     | 0      | –         |
| Seoul 1988          | 6                | 0    | 0      | 0     | 0      | –         |
| Barcelona 1992      | 7                | 0    | 0      | 0     | 0      | –         |
| Atlanta 1996        | 5                | 0    | 0      | 0     | 0      | –         |
| Sydney 2000         | 4                | 0    | 0      | 0     | 0      | –         |
| Aten 2004           | 2                | 0    | 0      | 0     | 0      | –         |
| Peking 2008         | 3                | 0    | 0      | 0     | 0      | –         |
| London 2012         | 2                | 0    | 0      | 0     | 0      | –         |
| Rio de Janeiro 2016 | 2                | 0    | 0      | 0     | 0      | –         |
| Tokyo 2020          | 3                | 0    | 0      | 0     | 0      | –         |
| Paris 2024          | Framtida tävling |      |        |       |        |           |
| Los Angeles 2028    | Framtida tävling |      |        |       |        |           |
| Brisbane 2032       | Framtida tävling |      |        |       |        |           |
| Totalt              | Totalt           | 0    | 0      | 0     | 0      | –         |